# Carl Hansen & Søn
Carl Hansen & Søn is een Deens familiebedrijf dat meubelen produceert van onder meer Hans Wegner, Arne Jacobsen, Poul Kjærholm, Kaare Klint, Børge Mogensen en Nanna en Jørgen Ditzel. 

## Geschiedenis
In 1908 opende meubelmaker Carl Hansen een meubelmakerij in Odense op het Deense eiland Funen. Aanvankelijk maakte Hansen in zijn werkplaats zware houten meubelen in de klunkenstil die in die periode populair was. In 1915 werd een volwaardige meubelfabriek geopend en de productie uitgebreid. Doordat er meer personeel en nieuwe machines beschikbaar kwamen, werd het mogelijk om meubelen in kleine series te produceren. De meubelfabriek produceerde ontwerpen van onder meer Mogens Koch.

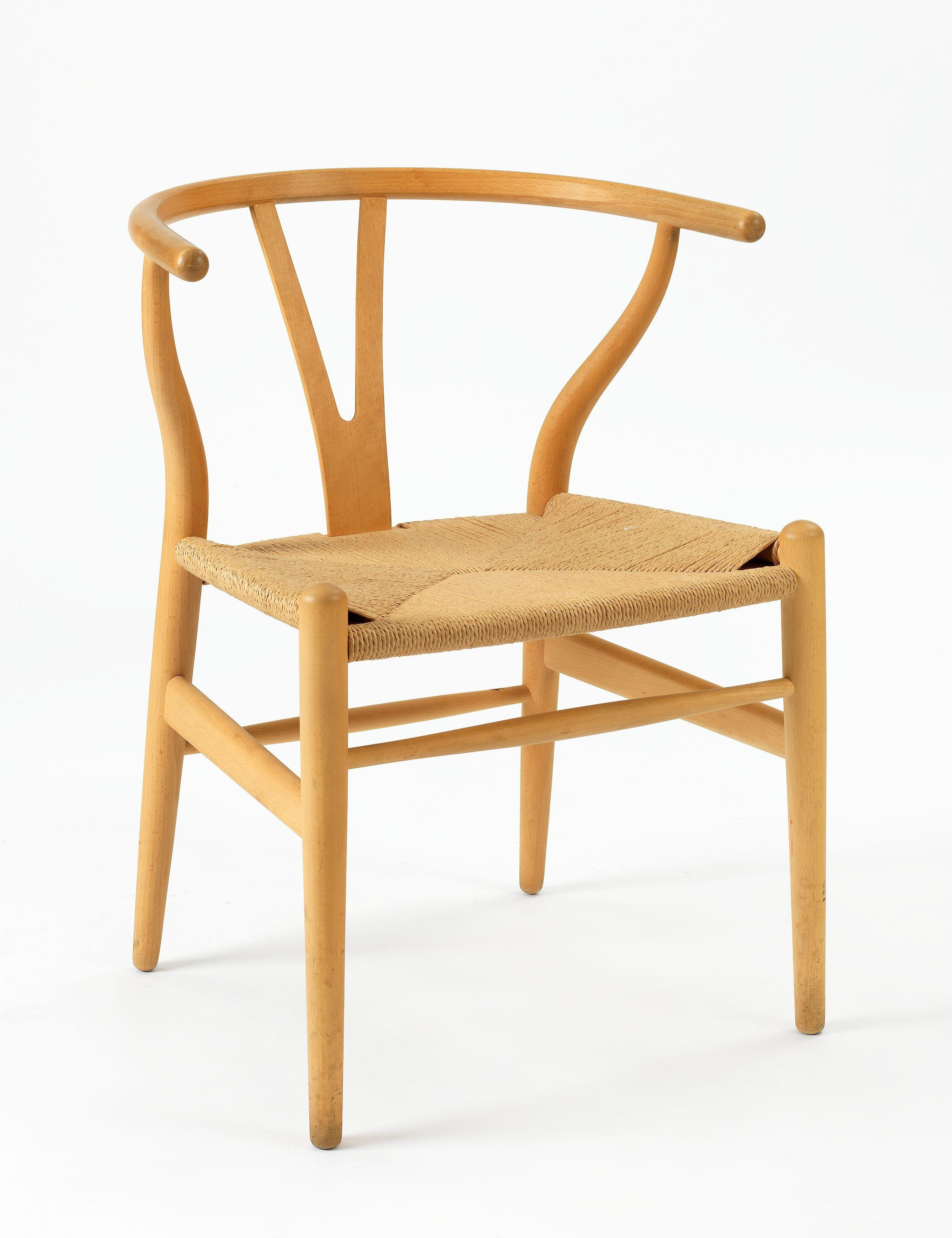
CH24 (1949), Hans J. Wegner.

In 1934 werd het bedrijf overgedragen aan Holger Hansen, de zoon van Carl Hansen. De op maat gemaakte meubelen die Carl Hansen & Søn produceerde verloren langzaamaan hun populariteit. In 1949 ging het bedrijf samenwerken met de toen nog onbekende ontwerper Hans Wegner. Voor Carl Hansen & Søn ontwierp Wegner in 1949 vier stoelen: de CH22, CH23, CH24 en CH25. Deze stoelen werden in 1950 op de markt gebracht kwamen later bekend te staan als de 'Eerste meesterwerken'.     
De samenwerking met Wegner bleek een schot in de roos en betekende een stijlverandering voor de producent. Dankzij de invloed van Wegner werden meubelen geproduceerd die pasten binnen de stijl Danish modern die in die periode aan internationale populariteit won en startte Carl Hansen & Søn met export naar de Verenigde Staten.. In 1950 ontwierp Wegner het bedrijfslogo: een rode cirkel met daarin de letters 'CHS'.  
In 1962 overleed Holger Hansen en werd de dagelijkse leiding van het bedrijf overgenomen door zijn vrouw Ella Hansen. De zoons van Holger en Ella, Jørgen Gerner Hansen en Knud Erik Hansen, werden door hun moeder bij het bedrijf betrokken. Jørgen Gerner Hansen deed een opleiding tot meubelmaker en werd bedrijfsleider van Carl Hansen & Søn. Knud Erik Hansen vond een baan bij de investeringsmaatschappij Det Østasiatiske Kompagni. Zijn baan bij deze onderneming stelde hem in staat meer te leren over internationale handel.
In de jaren tachtig van de twintigste eeuw ontwierp Bernt Petersen een nieuw logo voor het bedrijf. Ter aanleiding van de honderdste geboortedag van Hans Wegner werd in 2014 het logo veranderd naar het oorspronkelijke logo dat in 1950 door Wegner was ontworpen.  
Sinds 2002 is Knud Erik Hansen, de kleinzoon van Carl Hansen, eigenaar en CEO van het bedrijf. In december 2020 kwam 75% van het bedrijf in handen van zijn jongste zoon Morten Hai Van Bui Hansen.

## Overnames
In december 2011 werd het Deense schrijnwerkersbedrijf Rud Rasmussen overgenomen. Met de aankoop van dit bedrijf werd de collectie van Carl Hansen & Søn uitgebreid met ontwerpen van onder meer Mogens Koch en Kaare Klint. Tot 2021 was Carl Hansen & Søn de belangrijkste producent voor Mogens Koch Design. In 2021 werd de Deense meubelstoffeerderij AP Møbelpolstring overgenomen.

## Meubelfabriek

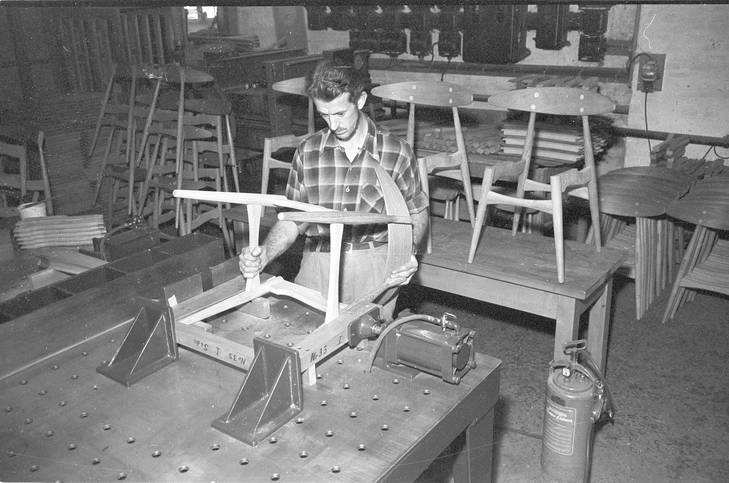
Werkplaats van Carl Hansen & Søn, productie van de CH33 stoel van Hans J. Wegner (1958).

De meubelfabriek is gevestigd in Gelsted op het eiland Funen. In 2018 breidde de fabriek in Gelsted uit van 6.500 naar 27.000 vierkante meter. Het bedrijf had in 2021 in Denemarken 600 werknemers in dienst.
In 2022 werd de meubelfabriek van Carl Hansen & Søn genomineerd voor de Fjernvarmeprisen. Het hout en de houtsnippers die overblijven uit de meubelproductie worden geperst tot briketten en gebruikt voor de stadsverwarming van Gelsted. Jaarlijks is het afvalhout goed voor 10.000 megawattuur aan energie.
Naast een meubelfabriek in Gelsted wordt een deel van de productie gedaan in Vietnam.

## Meubelen

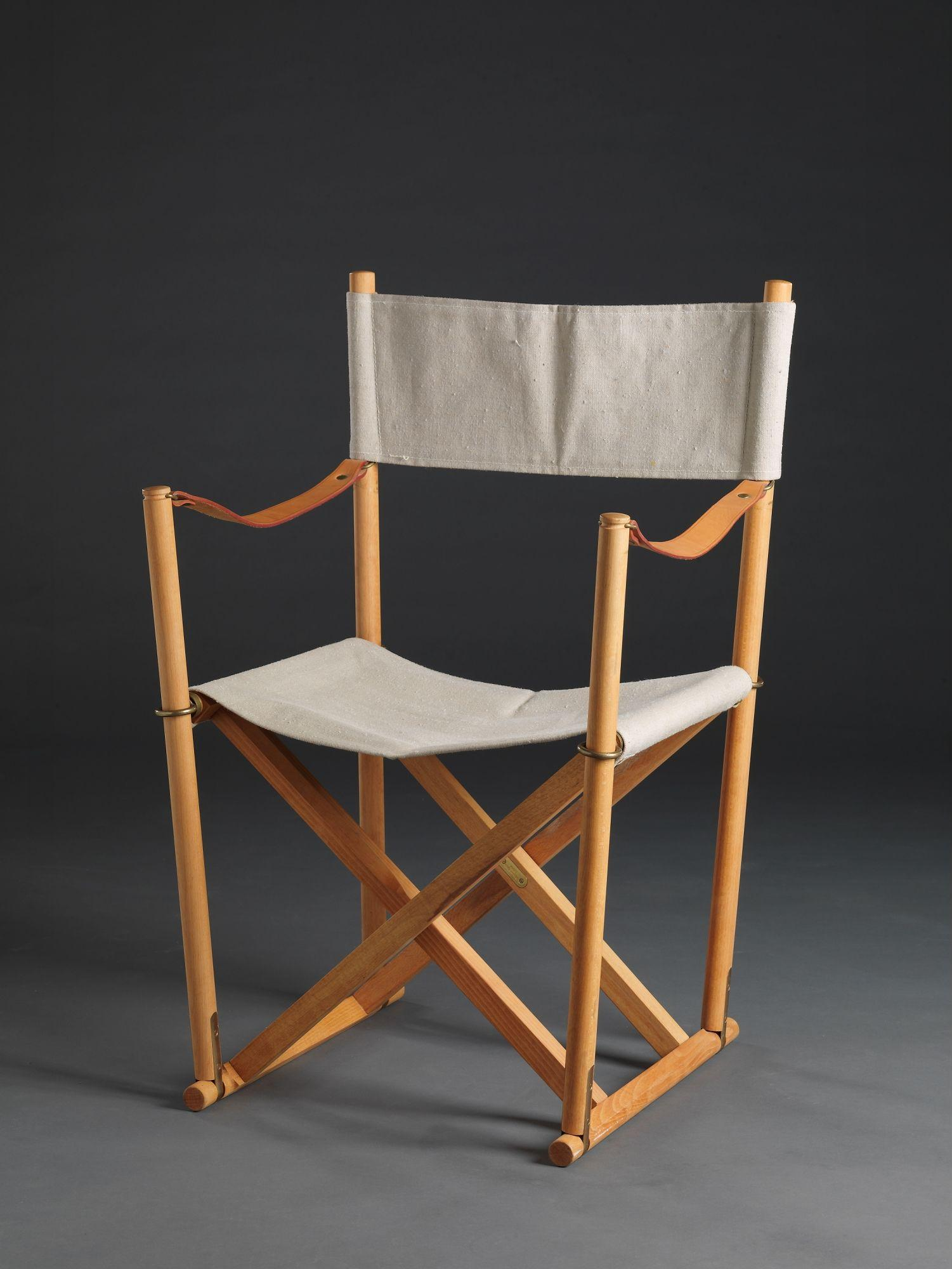
Klapstoel ontworpen door Mogens Koch (1933)

Het bekendste ontwerp dat de fabrikant produceert is de CH24, ook bekend als Y-stoel of Wishbone stoel, van Hans Wegner uit 1949 dat sinds 1950 onafgebroken in productie is.
In 2021 werden schetsen uit het archief van Carl Hansen & Søn gedigitaliseerd waarna enkele ontwerpen in productie werden genomen. Datzelfde jaar werd er voor het eerst een bed toegevoegd aan de collectie. In samenwerking met de Zweedse matrassenfabrikant Dux werd een niet eerder geproduceerd ontwerp van Børge Mogensen op de markt gebracht.
Om te zorgen dat Carl Hansen & Søn meubelen van hoge kwaliteit kan blijven aanbieden maakte het bedrijf in 2018 plannen om een eigen meubelmakersopleiding te starten.

## Ontwerpers
Carl Hansen & Søn produceert meubelen en armaturen van onder meer:
- Hans Wegner
- Arne Jacobsen
- Børge Mogensen
- Poul Kjærholm
- Kaare Klint
- Esben Klint
- Ole Wanscher
- Ejner Larsen en Axel Bender Madsen
- Nanna en Jørgen Ditzel
- Christina Strand en Niels Hvass
- Anker Bak
- Fabricius & Kastholm
- Frits Henningsen
- Mogens Lassen
- Morten Gøttler
- Rikke Frost
- Thomas Bo Kastholm
- Thorsten Thorup & Claus Bonderup
- Mads Odgård
- Bodil Kjær

In januari 2014 werkte Carl Hansen & Søn voor het eerst samen met een ontwerper die niet afkomstig is uit Denemarken. De Japanse architect Tadao Ando ontwierp de Dream Chair voor de producent.

## Afzetmarkt en omzet

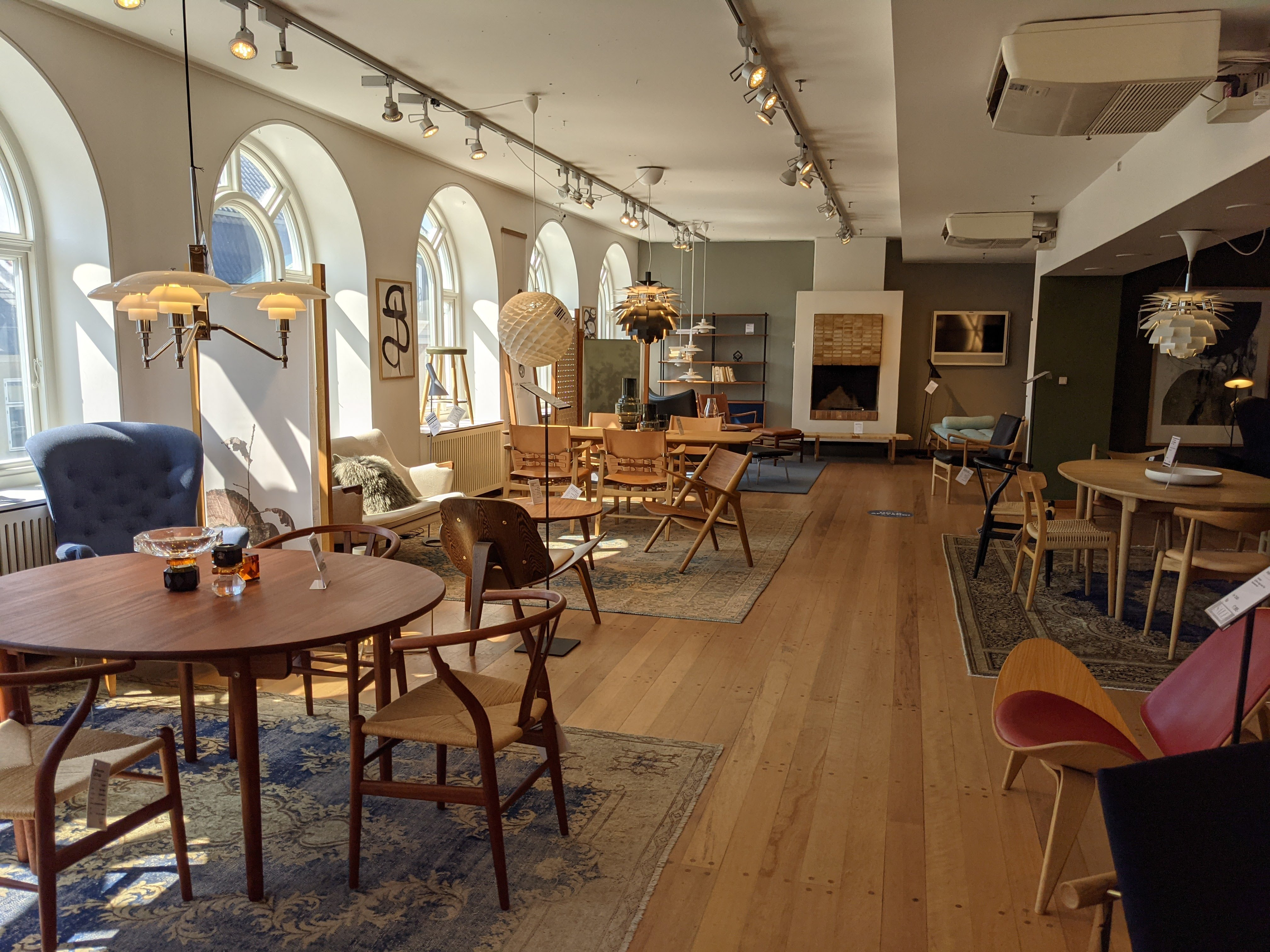
Meubelen van Carl Hansen & Søn bij warenhuis Illums Bolighus

In 2021 had Carl Hansen & Søn in totaal dertien flagshipstores. Deze bevinden zich onder andere in Kopenhagen, New York, Osaka, Helsinki, Hamburg, Stockholm, Milaan en Parijs.  
Na Scandinavië en Europa is Japan de belangrijkste afzetmarkt voor Carl Hansen & Søn. In 2018 opende de fabrikant een tweede flagshipstore in Japan. In 2021 was Japan goed voor ongeveer tien procent van de totale omzet.
In 2019 was de jaaromzet van het bedrijf 673 miljoen Deense kronen. Vergeleken met tien jaar daarvoor was dat ruim vijf maal zo hoog. In 2021 behaalde het bedrijf een omzet van 966 miljoen Deense kronen. Dat was een stijging van 37 procent vergeleken met het jaar daarvoor. De grootste stijging behaalde het bedrijf met de verkoop van meubelen in Denemarken, gevolgd door de rest van Europa, de Verenigde Staten en Canada.

## Wetenswaardigheden
Oprichter Carl Hansen was de pleegvader van architect, ontwerper en criticus Poul Henningsen. 